# Uważaj, komu otwierasz drzwi
Uważaj, komu otwierasz drzwi (ang. Don't Let Him In) – brytyjski horror z 2011 roku w reżyserii Kelly Smith. Wyprodukowana przez wytwórnię Coldwood Productions i Straightwire Films.
Premiera filmu odbyła się 9 sierpnia 2011 w Wielkiej Brytanii.

## Opis fabuły
Dwie pary spędzają weekend na wsi, w której grasuje groźny seryjny morderca. Wzrasta kolejna liczba ofiar, podejrzenia zamieniają się w paranoję, a nieszczęśnicy muszą stoczyć straszną walkę o przetrwanie.

## Obsada
Źródło: Filmweb
- Sophie Linfield jako Paige
- Sam Hazeldine jako Shawn
- Gordon Alexander jako Tristan
- Rhys Meredith jako Calvin
- Jason Carter jako sierżant Utley
- Esther Shephard jako Emer
- Gemma Harvey jako Mandy